# Амбоно-тиморські народи
Амбо́но-тимо́рські наро́ди — група народів у Східній Індонезії і на Східному Тиморі. Населяють східні Малі Зондські острови (острів Флорес, Солорський і Алорський архіпелаги, більшу частину острова Тимор, острів Роті) і південну і центральну частину Молуккських островів (острови Барат-Дая, Салатан-Тимур, Ару, Серам, Амбон, Буру, Сула). Найбільші — алорці, ротійці, атоні, амбонці, ламахолот. Загальна чисельність понад 2 мільйони чоловік (станом на 1985 рік). Відносяться головним чином до східно-індонезійської антропологічної групи, на Молуккських островах простежуються папуаські, в районі Тимору — австралоїдні риси. Мови відносяться до південномолуккської, аруанської і тиморської підгруп центрально-австронезійської групи австронезійської сім'ї, виявляють сліди папуаського субстрату. В основному мусульмани-суніти і християни (протестанти-реформати і католики).
Формування амбоно-тиморських народів відбувалося в результаті тривалих контактів індонезійських переселенців з неавстронезійським аборигенним населенням, що тривало з 5—4-го тисячоліть до н. е. аж до сучасності. У XIII—XIV століттях деякі райони Східної Індонезії були втягнуті в сферу впливу яванської індуїстської цивілізації (острови Амбон, Уліські, Банда). У XV столітті поширюється іслам. На Амбонських островах і островах Банда виникли великі центри з виробництва прянощів, захоплені з XVI століття португальськими, з XVII століття — голландськими колонізаторами. У колоніальний період амбон-тиморські народи входили також до багатьох індонезійських політичних феодальних утвореннь: макасарський султанат Гова (включав Алорський, Солорський архіпелаги, східний Флорес і частини Тимору), султанат Тернате (Тернате, Амбон, західний Серам, Буру та інші), султанат Тідоре (Тідоре, східна частина острова Серам та інші).
За культурою і господарством амбон-тиморські народи неоднорідні. Найбільш розвинені з них (амбонці, банданці) займаються товарним виробництвом прянощів (гвоздика, мускатний горіх), копри, поєднуючи його з городництвом і рибальством. Найбільш поширені господарські типи видобувачів саго (Молуккські острови) і тропічних ручних хліборобів (Малі Зондські острови, внутрішні райони всіх великих островів регіону). На Тиморі і оточуючих островах (Леті, Кісар і інших) розвинене скотарство (кози, коні, вівці). Решта амбоно-тиморських народів практикують тваринництво океанічного типу (свині, кури, собаки); мусульманське населення не тримає свиней і собак.
Найдавніший загальний для всіх амбоно-тиморських народів елемент одягу — пов'язка на стегнах (чідако) з луб'яної тканини — повсюдно витіснена одягом регіональних варіантів загальноіндонезійського типу. Основа їжі у видобувачів саго — варений саговий крохмаль з додаванням прянощів і риби; у ручних хліборобів — кукурудзяна каша і коржі в західній частині регіону, варені коренеплоди чи бульби — в східній. У деяких районах відома культура рису. Міське населення переходить на західноіндонезійську харчову модель (варений рис з приправами).
Амбоно-тиморські народи входять в три історико-етнографічних ареали:
- південно-молуккський, що склався під впливом амбонців;
- східно-тиморський (колишня португальська колонія);
- західно-тиморський, де визначальним був вплив атоні і ротійців.

Їм відповідають три основних типи етнічних спільнот Малайського архіпелагу:
- «торгові етноси» (алорці, курци, амбелау-анці, банданці, батуаса, гесерці, кайелі, добоанці та інші);
- «колоніальні етноси» (амбонці);
- аборигенні народи внутрішніх областей (алуне, аруанці, вемале, буруанці, бонфія, ветарці, атоні, тетуми, кемакі, мамбаї, тукудеде, кеданг, ламахолот, кейці, танімбарці, ротійці, летійці, ватубельці, манусела, серамці та інші).

Сучасні поселення амбоно-тиморських народів прибережні, лінійного або безладного планування. Традиційні поселення (негрі-лама), які зникли в основному в XIX — початку XX століття, купчасті, розташовувалися у внутрішніх районах або на важкодоступних скелястих мисах, мали зміцнення з коралового вапняку або бамбука, общинний будинок в центрі. Житло — загальноіндонезійського типу, прямокутне, каркасно-стовбове, свайне, рідше наземне, однокамерное, оточене верандою. На Західному Тиморі існує кругле наземне житло, характерне, ймовірно, для неавстронезійського субстрату.
Існує поділ на роди і лініджі. До середини XX століття зберігалися матрилатеральний кроскузенний шлюб і триродові союзи. Основа соціальної організації — сільська громада.
Практикувалося полювання за головами (на Серамі до середини ХХ століття), ініціації, вторинні поховання та інше. На Амбонських островах, острові Серам, островах Банда, Кей, Ару існували надетнічні релігійно-політичні «союзи п'яти» (уліліма) і «союзи дев'яти» (улісіва). Традиційні вірування зберігаються на Східному Тиморі (кемакі, мамбаї, частина тетумів) і у деяких гірських народів Сераму (нуаулу, хоаулу, бонфія та інших).